# Plectorhinchus mediterraneus
El burro chiclero (o, simplemente, burro o borriquete) es la especie Plectorhinchus mediterraneus, un pez marino de la familia de los haemúlidos, distribuido por la costa este del océano Atlántico desde Francia hasta Angola, así como por la zona occidental del mar Mediterráneo.
Es pescado y aparece con frecuencia en los mercados, aunque alcanza un bajo valor en estos.

## Anatomía
Aunque la longitud máxima normal en sus capturas es de unos 60 cm, se han descrito capturas de ejemplares de hasta 80 cm.
Tienen un cuerpo robusto, de un característico color gris-violeta en el dorso y claro en el vientre; en la aleta dorsal tiene entre 10 y 13 espinas, así como 17 a 20 radios blandos, siendo la base de esta aleta, en su parte posterior, carnosa.

## Hábitat y biología
Vive pegado al fondo marino arenoso, en aguas subtropicales de la plataforma continental, entre los 10 y 180 m de profundidad.
Se alimenta de zoobentos y de zooplancton.